# Tinnitus
Tinnitus of fantoomgeluid, ook oorsuizen genoemd, is het waarnemen van een voortdurend geluid, zonder dat er in de omgeving een geluidsbron aan te wijzen is. Tinnitus kan variëren van piep-, sis-, fluit-, brom- of ruistonen in een of beide oren. Het geluid wordt vooral waargenomen wanneer er geen of weinig omgevingsgeluid is. De naam komt van het Latijnse tinnitus aurium, wat ‘het rinkelen van de oren’ betekent. Een in de uitgaanswereld gebruikte term is 'disco-doofheid' of 'disco-tinnitus'.
Tinnitus kan voorkomen in combinatie met hyperacusis, tonisch tensor tympani syndroom en misofonie. Tinnitus is een symptoom van (fysieke en/of mentale) overbelasting.

## Oorzaken
Aanvankelijk werd aangenomen dat de oorzaak van tinnitus lag in het gehoororgaan zelf. De oorzaak zou ook kunnen liggen in de hersenen. Overactieve delen van de hersenen in het gehoorgebied geven continu signalen, terwijl het geluid er niet meer is ("fantoomgeluid"). Om deze reden wordt tinnitus ook wel vergeleken met fantoompijn. De overactiviteit van de hersenen kan worden aangetoond met PET- of functionele MRI-technieken.
Een onderliggende oorzaak voor het ontstaan van de tinnitus kan in 40% van de gevallen niet worden aangetoond.

### Gehoorschade door geluidsblootstelling
- Gehoorschade door zeer harde geluiden geldt als belangrijkste oorzaak. Tinnitus kan al direct na een bezoek aan een discotheek of popconcert optreden. Tinnitus of "piepstress" komt veel voor bij jongeren die een avond zijn gaan stappen. Bij poppodia, op festivals en in discotheken wordt gedraaid op een volume van rond de 100 dB; een volume dat na tien minuten al acute gehoorschade kan veroorzaken. Ruim 15% van de jongeren tussen 16 en 30 jaar lijdt hierdoor al aan blijvende gehoorschade. Ook het op een hoog volume beluisteren van muziek via draagbare persoonlijke geluidsapparatuur (zoals mp3-spelers) is in dit opzicht verdacht. Het is belangrijk om zo snel mogelijk naar een kno-arts te gaan in het geval van een audiotrauma. Als de tinnitus langer duurt dan enkele dagen dient men onderzocht te worden.
- Akoestische schok[6]

### Psychologische en emotionele stressoren
Psychische en emotionele stress zoals burn-out, stress en oververmoeidheid, posttraumatische stressstoornis, paniekstoornis en angststoornis en depressiviteit kunnen tinnitus veroorzaken of verergeren via verschillende mechanismen die het zenuwstelsel en de perceptie beïnvloeden:
- Verhoogde activatie van het zenuwstelsel: Stress, angst en andere psychologische factoren activeren vaak het sympathische zenuwstelsel (ook bekend als de “vecht- of vluchtreactie”), wat kan leiden tot een verhoogde gevoeligheid van het gehoorsysteem. Dit kan ervoor zorgen dat geluiden, inclusief interne geluiden zoals tinnitus, als intenser worden ervaren
- Stressgerelateerde spierspanning: Chronische stress leidt vaak tot spierspanning in het hoofd, de nek, en de kaak. Deze spanning kan de bloedtoevoer en zenuwfunctie rond het oor beïnvloeden, wat kan resulteren in somatische tinnitus. In deze gevallen kan het ontspannen van deze spieren helpen bij het verminderen van de tinnitus
- Perceptuele focus op tinnitus: Psychische stress kan de focus en gevoeligheid voor tinnitus versterken. Mensen die zich gestrest of angstig voelen, richten vaak meer aandacht op hun symptomen, wat de perceptie van tinnitus kan versterken. Dit zorgt ervoor dat tinnitus als storender en aanweziger wordt ervaren dan in een ontspannen toestand.

### Fysiek trauma
- Trauma: aan het hoofd (schedelfractuur): Bij een klap op het hoofd, zoals een hersenschudding of schedelfractuur, kunnen de fijne structuren van het binnenoor beschadigd raken. De haarcellen in het slakkenhuis, die geluid omzetten in zenuwsignalen, kunnen hierdoor beschadigd raken, wat kan leiden tot tinnitus
- Nektrauma: Letsel aan de nek, zoals whiplash, kan de zenuwen, spieren en bloedvaten rond het oor beïnvloeden. Spierspanning in de nek of kaak kan soms leiden tot somatische tinnitus, waarbij spierspanning in de nek, kaak of hoofd het geluid in het oor versterkt of verandert.
- Barotrauma: Drukveranderingen, zoals bij duiken of vliegen, kunnen de buis van Eustachius en het trommelvlies belasten. Wanneer de druk niet goed wordt gereguleerd, kan dit leiden tot schade aan het midden- en binnenoor, wat tinnitus kan veroorzaken.

### Medicatie en ototoxiciteit
- Sommige ototoxische medicijnen; met name acetylsalicylzuur-houdende pijnstillers (aspirine) worden in verband gebracht met tinnitus. Tinnitus is ook een bekend bijverschijnsel van het antibioticum kanamycine. Het vermindert de stijfheid van de haartjes op de haarcellen (stereocilia) en bevordert zo tinnitus. Ook diuretica, aminoglycosiden, kinine, calciumantagonisten, antihistaminica, anti-epileptica en statinen kunnen leiden tot beschadigingen van het oor.
- Na langdurig gebruik van benzodiazepinen (vooral na het staken van het gebruik kan dit voorkomen als ontwenningsverschijnsel).[7]

### Ooraandoeningen en middenoorproblemen
- Chronische middenoorontsteking met vocht achter het trommelvlies
- Otosclerose
- Afsluiting van de gehoorgang, door bijvoorbeeld een oorsmeerprop, water of een watje
- Ziekte van Menière

### Overige medische aandoeningen
- Lymeziekte
- Ontsteking van een verstandskies
- Brughoektumor
- Operatie aan het gehoor
- Ziekte van Von Hippel-Lindau
- Presbyacusis: gehoorverlies door ouderdomsslijtage
- Infectieziektes zoals Covid-19.[8][9]
- Een durale arterioveneuze fistel (DAVF)
- Cerebrovasculaire oorzaak: hoge bloeddruk, diabetes en atherosclerose (‘aderverkalking’)
- Neurodegeneratieve oorzaak: ziekte van Alzheimer

## Preventie
Gehoorschade, mogelijk leidend tot tinnitus, kan voorkomen worden door grofweg drie maatregelen:
- Door op een passende afstand (minimaal twee meter) van de geluidsbron vandaan te blijven.
- Door de tijd dat de oren aan te hard geluid worden blootgesteld zo kort mogelijk te houden, bijvoorbeeld door regelmatig een ‘oorpauze’ te nemen.
- Het effectiefst: door gehoorbescherming te gebruiken. Er zijn universele oordopjes met muziekfilter en op maat gemaakte otoplastieken die het oor en het gehoor beschermen.

## Behandeling
Omdat tinnitus veel verschillende oorzaken kan hebben, bestaat er (tot op heden, 2023) nog geen behandeling of medicijn die bij iedere tinnituspatient doeltreffend is.

### Psychologische en cognitieve therapieën
Psychologische interventies zoals psychotherapie helpen bij het omgaan met de emotionele belasting die tinnitus kan veroorzaken. Stress, angst en depressie kunnen tinnitus verergeren; door deze psychische factoren aan te pakken, kan de ervaren intensiteit van tinnitus afnemen. Ook kunnen cognitieve technieken de manier waarop patiënten de tinnitus ervaren, positief veranderen.
- Psychotherapie: Bij tinnitus veroorzaakt door traumatisch geluid, stress, paniek, uitputting, angst en depressie kan het oplossen van de psychische problemen, door middel van effectieve psychotherapie, de tinnitus doen afnemen of verdwijnen.
- Ontspanning: Ontspanningsoefeningen, meditatie, mindfulness, yoga en lichaamsgerichte therapie zoals ontspanningsmassage, shiatsu of craniosacraal therapie kunnen allemaal bijdragen aan het kalmeren van het overactieve zenuwstelsel en daarmee de tinnitus positief beïnvloeden. Er lijkt een sterk verband te zijn tussen het overactieve zenuwstelsel (vlucht-of-vecht-respons) en tinnitus. De tinnitus kan fluctueren, naarmate er meer of minder spanning is. In verreweg de meeste gevallen treed er uiteindelijk gewenning (habituatie) op, vermindert de tinnitus of verdwijnt deze helemaal.[11]

### Neuromodulatieve technieken
Deze methoden richten zich op het moduleren van de hersenactiviteit die betrokken is bij tinnitus. Ze werken door specifieke gebieden in de hersenen, die vaak overactief zijn bij tinnituspatiënten, te stimuleren of te remmen. Dit kan helpen om de onrust in de hersenen die het tinnitusgeluid produceert, te verminderen.
- Niet-invasieve neuromodulatieve technieken zoals Transcranial Magnetic Stimulation (TMS) en Transcranial Direct Current Stimulation (TDCS) lijken een veelbelovende manier voor vermindering van tinnitus. Deze technieken kunnen de activiteit van hersencellen moduleren waardoor overactieve gebieden, die de tinnitus veroorzaken, kunnen worden afgeremd. Deze technieken zijn veilig.[10][12][13]
- Zenuwstimulatie: in februari 2011 slaagden Navzer Engineer en zijn collega's van de University of Texas er in om ratten effectief te behandelen tegen tinnitus. Al na tien dagen therapie, zenuwstimulatie onder het afspelen van bepaalde tonen, vertoonden de proefdieren geen tekenen meer van tinnitus. De effecten lijken langdurig of zelfs permanent te zijn. Vanwege deze positieve resultaten zijn de onderzoekers nu al begonnen met het testen van de behandeling op mensen. Deze resultaten zijn gepubliceerd in een artikel in het gezaghebbende blad Nature.[14] In een eerste klinische test met 10 patiënten in Antwerpen bleek deze therapie voor 4 personen een significante verbetering op te leveren.[15][16]
- Invasieve neuromodulatie: in verschillende klinieken onder andere in Detroit[17] en in België wordt corticale implantatie als nieuwe behandeling uitgevoerd. Hierbij wordt onder de schedel een elektrode geïmplanteerd. Deze geeft elektrische schokjes aan het overactieve deel van de hersenen, dat een belangrijke rol speelt bij het ontstaan van tinnitus. De bedoeling is dat hierdoor de hyperactiviteit in de hersenen wordt onderdrukt, zodat de tinnitus kan verminderen of verdwijnen. Deze vorm van behandeling is voorlopig alleen geschikt voor mensen met ernstige tinnitus, die niet op een andere manier behandeld kunnen worden en lijkt vooral effectief als de tinnitus nog niet lang bestaat. Ook experimenteel onderzoek aan de Rijksuniversiteit Groningen rond 2003 heeft laten zien dat behandeling van de betrokken hersendelen met behulp van een elektrode en een pulsgenerator (een soort pacemaker) succesvol kan zijn.[18][4]
- Bimodale neuromodulatie: In 2023 keurde de Amerikaanse FDA een niet-invasieve behandeling voor tinnitus goed, Lenire genaamd, bestaande uit een bimodaal neuromodulatieapparaat.[19] Het is ook toegelaten in België en andere Europese landen. Bimodale neuromodulatie is een innovatieve procedure om de auditieve gebieden van de hersenen permanent te veranderen. Het is gebaseerd op de gelijktijdige toediening van auditieve en linguale sensorische stimuli, die geprojecteerd worden op de auditieve gebieden van de hersenen en, dankzij het mechanisme van neuronale plasticiteit, leiden tot een blijvende verzwakking van tinnitus. De werkzaamheid is aangetoond in verschillende grootschalige klinische onderzoeken.[20][21][22]

### Auditieve therapieën
Auditieve therapieën helpen de hersenen om het tinnitusgeluid te negeren of het te maskeren door externe geluiden aan te bieden. Dit leidt de aandacht af en stimuleert habituatie, oftewel gewenning aan het tinnitusgeluid. Door continu een extern geluid te horen, kunnen de hersenen minder op het interne tinnitusgeluid gefocust zijn, wat de last kan verlichten en het algehele stressniveau kan verlagen.
- Tinnitus retraining therapy (TRT). Bij deze therapie wordt geprobeerd de hersenen zodanig te trainen dat ze het oorsuizen negeren. Hierbij wordt gebruikgemaakt van geluidsverrijking en een inzicht in het neurofysiologisch model van Jastreboff om gewenning aan de tinnitus in de hand te werken. Bij alle soorten tinnitus kan maskering en habituatie een positieve bijdrage leveren.[23]
- Geluidstherapie. Hierbij wordt geluid van buitenaf gebruikt om de aandacht af te leiden van het oorsuizen. Om in te kunnen slapen kan het in sommige gevallen noodzakelijk zijn om stilte te voorkomen en in slaap te vallen met muziek. Ook kan een tinnitusmaskeerapparaat gedragen worden; dit is een soort gehoorapparaat dat een maskerend geluid produceert dat de aandacht afleidt van het gesuis of gepiep.
- Bij auditieve destimulatie-therapie (ook wel notched music-therapie genoemd) worden uit de favoriete muziek van de patiënt de frequenties weggefilterd in een octaaf rondom de toon die als gevolg van de tinnitus wordt waargenomen. De veronderstelling is dat tinnitusveroorzakende neuronen die tijdens het afspelen van de bewerkte muziek geen signaal krijgen, worden gedempt door naburige neuronen die wel worden gestimuleerd.[24]

### Fysiotherapeutische benadering
Kinesitherapie richt zich op ontspanning van spieren rond de kaak en nek, die een rol kunnen spelen bij tinnitusklachten. Spierspanning kan uitstralen naar het oor en tinnitus versterken. Door de omliggende spieren te ontspannen, kan de druk en spanning in deze gebieden afnemen, wat kan bijdragen aan een vermindering van het tinnitusgeluid.
- Behandeling van omliggende spieren: De spieren in de kaak, waaronder de Musculus masseter en Musculus pterygoideus medialis, zorgen voor het sluiten van de kaak. Overbelasting van deze spieren is een van de mogelijke oorzaken van tinnitus. Naast nog een aantal andere spieren zorgen deze spieren voor een uitstralingspatroon naar andere delen van het lichaam. Pijnlijke tanden, kaak, wenkbrauwen en dus ook oorpijn en oorsuizen kan aan onder andere deze spieren worden toegeschreven.[25] Behandeling door een gespecialiseerde kinesitherapeut richt zich op het blijvend laten ontspannen van deze spieren door een combinatie van neuromusculaire technieken.[26]

### Medicijnen en medische interventies
Medicijnen kunnen helpen om het zenuwstelsel te kalmeren, angst en stress te verlichten, en de bloedcirculatie te verbeteren. Deze effecten kunnen indirect het tinnitusgeluid verminderen, vooral bij acute vormen van tinnitus. Medicatie kan bijdragen aan een kalmerend effect op de overgevoelige zenuwstructuren, wat de intensiteit van de tinnitus kan verlagen.
- Medicatie: Bij bijna alle vormen van tinnitus kunnen sommige antidepressiva, zoals nortriptyline (Pamelor) en amitriptyline (Elavil), bepaalde kalmeermiddelen zoals alprazolam (Xanax) en lichte bètablokkers als propranolol (Inderal) rust en uitkomst geven.
- Infuustherapie: In Duitsland, Oostenrijk en Zwitserland is het reeds sinds decennia gebruikelijk bij acute tinnitus een infuusbehandeling toe te passen. De werkzame bestanddelen van het infuus zijn een ontstekingsremmer (prednisolon) en een middel om het bloed beter te kunnen laten stromen door de kleine bloedvaatjes in het gehoororgaan (pentoxifylline). Rust is belangrijk tijdens deze infuustherapie. Is het oorsuizen langer dan 2 à 3 maanden geleden begonnen, dan is de infuusbehandeling volgens de aanbieders ervan niet meer zinvol. De meningen over de effectiviteit van infuustherapie zijn verdeeld. Juist in de eerste maanden na het ontstaan van tinnitus, kan de tinnitus na de eerste schik ook vanzelf zijn gekalmeerd of verdwenen, zeker na de ontspanning en rust die aanbevolen worden bij deze therapie. Nederlandse KNO-specialisten staan zeer kritisch tegenover infuustherapie. In Duitsland is het ook moeilijker geworden om de infuustherapie van de ziektekostenverzekeringen vergoed te krijgen omdat de effectiviteit niet wetenschappelijk bewezen is.[27]
- Hyperbare zuurstoftherapie. Omdat tinnitus mogelijk, in sommige gevallen, te maken kan hebben met een zuurstoftekort in het binnenoor, is er ook geëxperimenteerd met hyperbare zuurstoftherapie. De resultaten met deze therapie waren wisselend (tinnitus bleef hetzelfde, verbeterde of verslechterde).[27]
- Tinnitus-implantaat: In het ziekenhuis Maastricht UMC+ heeft in 2017 de eerste patiënt die aan één kant doof is en aan oorsuizen lijdt, een zogeheten ‘tinnitus-implantaat’ gekregen. Het is de bedoeling dat dit implantaat zodanig wordt afgesteld dat er een stiltecode wordt gevonden, waardoor de patiënt verlost is van het oorsuizen. Zenuwen en schakelkernen in de hersenen kunnen ontregeld raken door gebrek aan geluidssignaal, waardoor de hersenkernen een soort ‘overspannen gedrag’ gaan vertonen en dit gemis gaan compenseren. Het Maastrichtse team wil met behulp van het tinnitus-implantaat opnieuw geluid naar die hersenkernen sturen. Voor de patiënt zou dat moeten leiden tot een vorm van stilte waarin het oorsuizen verdwenen is. De resultaten laten nog op zich wachten.[28][bron?]
- Lage-intensiteit-lasertherapie (ook wel softlaser, coldlaser of photobiomodulation genoemd) maakt gebruik van rood en infrarood licht dat zorgt voor toename van actieve energie (ATP) in de mitochondria van de cellen en de trilhaartjes in het binnenoor. Met een zogenaamde earlaser wordt dagelijks het binnenoor behandeld met laserlicht. Voor verbetering van klachten is een dagelijkse behandeling gedurende minimaal drie maanden of langer en met softlaser van minimaal 50 tot 100 mW gewenst. Studies gedaan over perioden van weken tot een maand en met lage doseringen laten geen noemenswaardige resultaten zien.[29][bron?]

### Voedings- en supplementtherapieën
Bepaalde supplementen kunnen een ondersteunende rol spelen door tekorten aan te vullen die tinnitus mogelijk verergeren, zoals magnesium en zink. Deze supplementen kunnen de zenuwfunctie verbeteren en ontstekingsprocessen in het lichaam verminderen, wat indirect kan bijdragen aan verlichting bij tinnitus.
- Zink: uit vier van de vijf kleinschalige studies die op dit gebied zijn uitgevoerd, blijkt dat een aantal tinnituspatiënten baat kan hebben bij een voedingssupplement met zink.[30][31][32]
- Ginkgo biloba: het gestandaardiseerde Ginkgo biloba-extract EGb 761 (gestandaardiseerd op 24% ginkgoflavonglycosiden en 6% terpeenlactonen) is effectief bevonden in de behandeling van tinnitus.[33]
- Magnesium: blootstelling aan lawaai veroorzaakt een magnesiumtekort in het lichaam.[34] Een voedingssupplement met magnesium kan gehoorverlies, na blootstelling aan lawaai, voorkomen. Uit onderzoek blijkt ook het gehoor van mensen met gehoorschade te verbeteren.[35] Magnesium is een antagonist van de neurotransmitter glutamaat, welke mogelijk een rol speelt bij het ontstaan van tinnitus.[36]

## Verloop
Wanneer tinnitus is veroorzaakt door psychische problematiek of lichamelijk conditieverlies en herstel of behandeling positief uitpakt, kan ook de tinnitus weer verdwijnen. Bij ziekten en aandoeningen die blijvend zijn, kan dat ook voor de bijkomende tinnitus gelden. In dat geval kan de tinnitus veelal wel meer op de achtergrond raken door middel van habituatie.
Bij gehoorverlies en gehoorschade kan een hoortoestel (of tinnitusmaskeerapparaat) uitkomst bieden, omdat daardoor de luisterinspanning afneemt en het geluid van het toestel gelijktijdig de tinnitus kan maskeren.
De prognose is bij tinnitus zeer afhankelijk van de oorzaak ervan. Wat blijkt is dat het merendeel van de patiënten die zich met tinnitus bij de huisarts meldt, dit niet als een groot probleem ervaart. In 5% van de gevallen leidt tinnitus tot ergernis of tot vermindering van de kwaliteit van leven. Slechts in 1 tot 2% van de gevallen wordt de kwaliteit van leven ernstig verstoord.
Uit meerdere onderzoeken naar het verband tussen zelfmoord en tinnitus blijkt dat in vrijwel alle gevallen van suïcide, patiënten een al langer bestaande ernstige psychische aandoening hadden, meestal een depressie.
In de loop van de tijd kunnen tinnitus, evenals hyperacusis, gedegradeerd worden tot latent aanwezig blijvende aandoeningen die echter in het dagelijkse leven nauwelijks meer een rol van betekenis hebben. Juiste voorlichting (door gespecialiseerde hulpverleners bij een audiologisch centrum), kan bijdragen aan een verbeterd welzijn. Ook positieve ervaringen van lotgenoten, inzicht in de aandoening en (tijdelijk) aangepaste leefomstandigheden kunnen het leed helpen verzachten.

## Epidemiologie
Een derde van de mensen krijgt in zijn of haar leven te maken met tinnitus. Tien tot vijftien procent daarvan zoekt daarbij medische hulp.